# Partit Comunista Japonès
El Partit Comunista Japonès (日本 共産党 Nihon Kyōsantō, abreujat PCJ per les seves sigles en català) és un partit polític fundat el 1922. El PCJ advoca per l'establiment d'una societat basada en el socialisme, la democràcia, pau i l'oposició al militarisme. Es proposa assolir els seus objectius mitjançant el treball dins d'un marc democràtic, mentre lluita contra el que el PCJ descriu com a l'imperialisme i el seu aliat subordinat, el monopolista del capital. El partit no advoca per la revolució violenta i, en canvi, proposa una "revolució democràtica" per aconseguir "canvis democràtics a la Política i l'Economia", i la completa restauració de la sobirania nacional del Japó, ja que considera que aquesta es veu infringida per l'aliança de seguretat que manté Japó amb els Estats Units. Després de l'elecció realitzada més recent, celebrada el 14 de desembre de 2014, actualment el partit té 21 escons a la cambra de representants i 11 escons a la cambra de consellers. En les eleccions locals de 2015 el PCJ es va convertir en el principal partit de l'oposició al Japó. Publica el diari Shimbun Akahata, amb una tirada d'un milió exemplars el 2019.

## Història

### Primers anys
El Partit Comunista del Japó va ser creat el 15 juliol 1922 després de diversos intents fallits de fundar el partit. Hitoshi Yamakawa, Kyuichi Tokuda, Toshihiko Sakai i Sen Katayama van estar entre els fundadors del PCJ. El Partit Comunista del Japó va ser il·legalitzat molt aviat i va romandre en la clandestinitat fins al final de la Segona Guerra Mundial. Cap a 1924 la intensa repressió policial havia deixat completament desorganitzat al PCJ, encara que per 1925 va ser reconstituït causa de la insistència del Comintern per restablir el partit. Després de 1928, el govern va endurir la seva vigilància i la seva repressió, infiltrant espies en gairebé totes les branques operatives del Partit Comunista. Després de l'onada d'arrestos massius, el 16 d'abril de 1929, el Partit Comunista del Japó va quedar pràcticament aniquilat. Un cop més, el partit va haver de ser reconstruït des dels seus cendres, però aquesta vegada va córrer a compte de quadres inexperts i molt joves. A diferència dels seus anteriors militants, la filiació del partit en aquesta època va destacar pel seu extremisme esquerrà, conseqüència de la repressió i la clandestinitat.
El PCJ es va oposar a la invasió japonesa de Manxúria que va tenir lloc al setembre de 1931, en contra del suport general que la invasió va tenir dins el propi Japó. La guerra de Manxúria va inspirar noves accions de activisme polític antimilitarista. Per exemple, entre el 18 de setembre i el 31 d'octubre de 1931 el JCP i les seves organitzacions afins van dur a terme 262 accions en contra de la guerra, principalment el repartiment de pamflets contraris a la guerra. Fins i tot durant un curt període els comunistes van fer grans esforços per organitzar la distribució de propaganda antimilitarista dins de l'Exèrcit. Conseqüència directa d'aquesta creixent activitat, l'octubre de 1932 el govern va emprendre una sèrie de grans batudes que es van saldar amb la detenció de 12.622 presumptes comunistes, constituint la segona major ofensiva policial contra el PCJ des dels inicis al 1928. El nombre d'actes organitzats pels comunistes va caure dramàticament i els treballadors rebutjaven les proclames antiimperialistes a favor de missatge nacionalista que propagaven els líders sindicals.
A final de 1933 els membres del Comitè central Oizumi Kenzo i Obata Tatsuo van ser interrogats per altres integrants del partit durant les investigacions que el mateix PCJ va realitzar per indagar sobre si eren espies de la policia. Obata va morir com a conseqüència de les tortures, però Oizumi va aconseguir escapar i es va lliurar a la policia. Durant el posterior judici es va revelar que Oizumi havia treballat per al Tokkō, la policia secreta japonesa. La premsa de l'època va qualificar l'incident com el "Linxament vermell".
Després de l'arrest de Hakamada Satomi, un destacat membre del Comitè central del PCJ, al març de 1935, l'activitat del partit pràcticament va cessar, ja que les petites bosses de militants que van continuar existint van quedar desconnectades del Comintern i sense una direcció central en el propi partit.

### Després de la II Guerra Mundial
Després del final de la Segona Guerra Mundial, amb la derrota i la subsegüent ocupació nord-americana del Japó, el Partit Comunista Japonès va ser legalitzat per primera vegada i els seus militants empresonats van ser posats en llibertat. Un any després, el partit va poder concórrer a les eleccions generals de 1946, aconseguint obtenir 6 diputats a la Cambra de Representants. Inicialment el Comandant Suprem de les Forces Aliades (CSFA) va considerar al PCJ com un potencial aliat en la lluita contra els militaristes i la vella guàrdia. El CSFA fins i tot va promoure les reunions dels partits polítics. No obstant això, la relació entre el PCJ i les autoritats ocupants no va trigar molt de temps a veure-s'hi tibada després del començament de la Guerra freda i el començament de la "Purga vermella" al Japó. La creixent activitat del PCJ també va allunyar al partit de les autoritats ocupants.
A excepció dels 35 diputats (gairebé un 10% dels vots) obtinguts en les eleccions de 1949, durant els següents anys el Partit Comunista va tenir una petita representació a la Cambra de Representants. Aquesta situació es va veure influïda en bona part per la repressió anticomunista que el 1950 va desencadenar el comandant suprem nord-americà Douglas MacArthur sobre els comunistes japonesos; conseqüència d'aquesta repressió fins i tot el secretari general Kyuichi Tokuda va haver d'exiliar-se a la Xina, on moriria poc després. MacArthur també va expulsar un bon nombre de parlamentaris comunistes que havien estat elegits per la Cambra de Representants en 1946.En les eleccions de 1952 el partit va quedar fora del parlament i debilitat internament. Durant la Guerra freda el PCJ es va caracteritzar sempre per la seva independència ideològica en comparació amb altres partits comunistes, generalment subordinats a la Unió Soviètica. Va ser notable també la seva oposició a la intervencions soviètiques a Txecoslovàquia (1968) i l'Afganistan (1979). I encara que els comunistes japonesos no van prendre partit durant la ruptura sinó-soviètica en 1965, dins del partit aquest trencament va desencadenar nombrosos conflictes que van afectar la seva eficàcia i rendiment.
A mitjans de la dècada de 1960 el Departament d'Estat dels Estats Units va estimar la militància del partit en al voltant de 120.000 militants (0.2% de la població en edat de treballar). Després del final de l'ocupació nord-americana, el PCJ va mantenir una postura totalment contrària al Tractat de Cooperació i Seguretat Mútua entre els Estats Units i el Japó, i posteriorment en contra de la intervenció nord-americana a la Guerra del Vietnam. Durant els anys 1970 el partit va obtenir novament bons resultats electorals, rebent més del 10% dels vots i una trentena de diputats. El PCJ va ser un dels partits que es va oposar a la privatització dels Ferrocarrils Nacionals Japonesos, durant el govern conservador de Yasuhiro Nakasone.
Des del col·lapse del Partit Socialista del Japó (succeït per l'actual Partit Socialdemòcrata), que va arribar a ser el principal partit de l'oposició, i el sorgiment el 1998 del Partit Democràtic del Japó, principal força opositora (la qual no es diferencia molt del llargament governant Partit Lliberal Democràtic), els votants d'esquerra s'han vist més inclinats a votar als comunistes, experimentant així el PCJ un augment dels seus representants, tant a nivell nacional com a nivell local i de prefectura.
A diferència de altres partits comunistes, Després de la caiguda de la Unió Soviètica el PCJ no s'ha vist especialment afectat i en l'actualitat segueix mantenint una certa rellevància política. En les eleccions locals de 2015 el PCJ es va convertir en el principal partit de l'oposició al Japó a nivell local, per darrere del Partit Liberal Demòcrata del Japó (PLD).

## Polítiques
En l'article 2 dels seus estatuts afirma: "El Partit Comunista Japonès és el partit polític de la classe obrera japonesa i del poble japonès. Les seves portes són obertes a tot aquell que està disposat a treballar per la democràcia, la independència nacional, la pau, la millora de nivell de vida i un futur progressista per Japó. Basant-se en el principi que "el poble és sobirà", el Partit és conscient des de la seva fundació de la seva responsabilitat en la lluita per fer realitat els interessos urgents del poble, promoure el progrés social i tenir un paper progressista i indomable en la societat japonesa. el seu objectiu final és fer realitat una comunitat de relacions humanes veritablement iguals i lliures, sense explotació de l'home per l'home, i lliure de tota forma d'opressió o guerra. el partit adopta el socialisme científic com la seva base teòrica".
S'organitza, com gairebé tots els partits comunistes del món, sota el principi del centralisme democràtic. El PCJ aspira a aconseguir una societat socialista basada en la democràcia i la pau per avançar cap al comunisme al Japó.

### Política d'exteriors
El PCJ busca la creació d'un nou ordre mundial basat en el respecte a la sobirania dels països, reconeixent al Japó com un país no agressiu en les seves relacions internacionals i aspirant a què es guiï pel principi de la "no-intervenció". També ha cridat a reforçar les relacions amb les altres nacions asiàtiques i a deixar de privilegiar les relacions amb el G8, especialment amb els Estats Units. Sobre aquesta línia política dels comunistes han expressat que la condició per a les relacions del Japó amb les nacions asiàtiques és el penediment i l'oferiment de disculpes per les deshonroses accions japoneses durant la Segona Guerra Mundial.
Pel que fa a Corea del Nord, un altre dels aspectes prioritaris de la política exterior japonesa, el PCJ ha afavorit una política d'entesa i diàleg de cara al programa nuclear de Pyongyang.

### Antimilitarisme
Havent-se reorganitzat ràpidament després de la derrota japonesa a la Segona Guerra Mundial, un dels signes distintius de la política del PCJ ha estat l'antimilitarisme i la negativa a la presència de bases militars nord-americanes en sòl japonès, trucant al poble a arribar a la "completa restauració de la sobirania nacional ", que els comunistes consideren disminuïda per la seva actual aliança militar amb els Estats Units (hi ha prop de 130 bases militars nord-americanes al Japó, sent la d'Okinawa la més gran d'Àsia).
Sobre aquesta mateixa línia política els comunistes s'oposen també al desenvolupament d'un programa nuclear de Defensa, així com a la formació d'altres aliances militars. A més, s'oposa a qualsevol reforma a l'article 9 de la Constitució japonesa, que prohibeix al Govern emprendre guerres a l'estranger, i també la defensa del principi que "el poder sobirà resideix en el poble".

### Altres polítiques
Pel que fa al terrorisme el PCJ ha expressat que el millor mitjà per combatre-ho és a través de l'acció coordinada de les nacions a través de l'ONU, argumentant que lliurar una guerra contra el terrorisme "produeix una bretxa en la col·laboració internacional, el que en conseqüència enforteix al terrorisme ".
Els comunistes japonesos han estat sempre en contra de la monarquia i han advocat per la instauració d'una República Japonesa. No obstant això, d'un temps ençà han manifestat no tenir objeccions contra la figura de l'emperador sempre que aquest tingui un paper merament cerimonial i no exerceixi cap poder.

## Rellevància
El PCJ és un dels majors partits comunistes del món (sense comptar els de països on el comunista és partit únic), amb al voltant de 400.000 afiliats dividits en 24.000 agrupacions per tot el país. El PCJ té assegurat el 10% del vot a la majoria de les eleccions importants al Japó. No obstant això, en les últimes eleccions per a la Cambra Alta va obtenir només el 7,8% dels vots. Per als comicis de la Cambra de Consellers del 29 de juliol de 2007, el PCJ va escollir com a bandera de campanya l'oposició a la reforma de la Constitució, especialment del polèmic article 9, així com la lluita contra la pobresa, sense deixar de banda el tema de les pensions per als jubilats. Actualment compta amb 11 escons a la Cambra de Consellers i amb 8 a la Cambra de Representants, a més de diversos representants municipals.

## Resultats electorals

### Cambra de Representants
| Any  | Líder          | Vots      | %    | Pos. | Escons   | ±   | Govern            |
| ---- | -------------- | --------- | ---- | ---- | -------- | --- | ----------------- |
| 1946 | Kyuichi Tokuda | 2,135,757 | 3.8  | 4t   | 6 / 464  | Nou | Oposició          |
| 1947 | Kyuichi Tokuda | 1,002,883 | 3.7  | 5è   | 4 / 466  | 2   | Oposició          |
| 1949 | Kyuichi Tokuda | 2,984,780 | 9.8  | 4t   | 35 / 466 | 31  | Oposició          |
| 1952 | Kyuichi Tokuda | 896,765   | 2.5  | 5è   | 0 / 466  | 35  | Extraparlamentari |
| 1953 | Sanzō Nosaka   | 655,990   | 1.9  | 6è   | 1 / 466  | 1   | Oposició          |
| 1955 | Sanzō Nosaka   | 733,121   | 2.0  | 5è   | 2 / 467  | 1   | Oposició          |
| 1958 | Sanzō Nosaka   | 1,012,035 | 2.5  | 3r   | 1 / 467  | 1   | Oposició          |
| 1960 | Kenji Miyamoto | 1,156,723 | 2.9  | 4t   | 3 / 467  | 2   | Oposició          |
| 1963 | Kenji Miyamoto | 1,646,477 | 4.0  | 4t   | 5 / 467  | 2   | Oposició          |
| 1967 | Kenji Miyamoto | 2,190,564 | 4.8  | 5è   | 5 / 486  | =   | Oposició          |
| 1969 | Kenji Miyamoto | 3,199,032 | 6.8  | 5è   | 14 / 486 | 9   | Oposició          |
| 1972 | Kenji Miyamoto | 5,496,827 | 10.5 | 3r   | 38 / 491 | 24  | Oposició          |
| 1976 | Kenji Miyamoto | 5,878,192 | 10.4 | 4t   | 17 / 511 | 21  | Oposició          |
| 1979 | Kenji Miyamoto | 5,625,527 | 10.4 | 3r   | 39 / 511 | 22  | Oposició          |
| 1980 | Kenji Miyamoto | 5,803,613 | 9.8  | 3r   | 29 / 511 | 10  | Oposició          |
| 1983 | Tetsuzo Fuwa   | 5,302,485 | 9.3  | 4t   | 26 / 511 | 3   | Oposició          |
| 1986 | Tetsuzo Fuwa   | 5,313,246 | 8.8  | 3r   | 26 / 512 | =   | Oposició          |
| 1990 | Tetsuzo Fuwa   | 5,226,987 | 8.0  | 4t   | 16 / 512 | 10  | Oposició          |
| 1993 | Tetsuzo Fuwa   | 4,834,587 | 7.7  | 6è   | 15 / 511 | 1   | Oposició          |
| 1996 | Tetsuzo Fuwa   | 7,268,743 | 13.1 | 4t   | 26 / 500 | 11  | Oposició          |
| 2000 | Tetsuzo Fuwa   | 6,719,016 | 11.2 | 5è   | 20 / 480 | 6   | Oposició          |
| 2003 | Kazuo Shii     | 4,586,172 | 7.8  | 4t   | 9 / 480  | 11  | Oposició          |
| 2005 | Kazuo Shii     | 4,919,187 | 7.3  | 4t   | 9 / 480  | =   | Oposició          |
| 2009 | Kazuo Shii     | 4,943,886 | 7.0  | 4t   | 9 / 480  | =   | Oposició          |
| 2012 | Kazuo Shii     | 3,689,159 | 6.2  | 7è   | 8 / 480  | 1   | Oposició          |
| 2014 | Kazuo Shii     | 6,062,962 | 11.4 | 5è   | 21 / 475 | 13  | Oposició          |
| 2017 | Kazuo Shii     | 4,404,081 | 7.9  | 5è   | 12 / 465 | 9   | Oposició          |
| 2021 | Kazuo Shii     | 4,166,076 | 7.2  | 6è   | 10 / 465 | 2   | Oposició          |
| 2024 | Tomoko Tamura  | 3.362.966 | 6,16 | 7è   | 8 / 465  | 2   | Oposició          |

### Cambra de Consellers
| Any  | Districte Nacional | Districte Nacional | Total    | Total | Govern   |
| Any  | Vots               | %                  | Escons   | ±     | Govern   |
| ---- | ------------------ | ------------------ | -------- | ----- | -------- |
| 1947 | 610,948            | 2.9                | 4 / 250  | Nou   | Oposició |
| 1950 | 1,333,872          | 4.8                | 4 / 260  | =     | Oposició |
| 1953 | 293,877            | 1.1                | 2 / 260  | 2     | Oposició |
| 1956 | 599,254            | 2.1                | 2 / 254  | =     | Oposició |
| 1959 | 551,916            | 1.9                | 3 / 254  | 1     | Oposició |
| 1962 | 1,123,947          | 3.1                | 4 / 254  | 1     | Oposició |
| 1965 | 1,652,364          | 4.4                | 6 / 254  | 2     | Oposició |
| 1968 | 2,146,879          | 5.0                | 7 / 251  | 1     | Oposició |
| 1971 | 3,219,307          | 8.1                | 10 / 251 | 3     | Oposició |
| 1974 | 4,931,650          | 9.4                | 19 / 260 | 9     | Oposició |
| 1977 | 4,260,050          | 8.4                | 16 / 252 | 3     | Oposició |
| 1980 | 4,072,019          | 7.3                | 12 / 252 | 4     | Oposició |
| 1983 | 4,163,877          | 8.9                | 14 / 252 | 2     | Oposició |
| 1986 | 5,430,838          | 9.5                | 16 / 252 | 2     | Oposició |
| 1989 | 3,954,408          | 7.0                | 14 / 252 | 2     | Oposició |
| 1992 | 3,532,956          | 7.9                | 11 / 252 | 3     | Oposició |
| 1995 | 3,873,955          | 9.5                | 14 / 252 | 3     | Oposició |
| 1998 | 8,195,078          | 14.6               | 23 / 252 | 9     | Oposició |
| 2001 | 4,329,210          | 7.9                | 20 / 247 | 3     | Oposició |
| 2004 | 4,363,107          | 7.8                | 9 / 242  | 11    | Oposició |
| 2007 | 4,407,937          | 7.5                | 7 / 242  | 2     | Oposició |
| 2010 | 3,563,556          | 6.1                | 6 / 242  | 1     | Oposició |
| 2013 | 5,154,055          | 9.7                | 11 / 242 | 5     | Oposició |
| 2016 | 6,016,245          | 10.7               | 14 / 242 | 3     | Oposició |
| 2019 | 4,483,411          | 8.95               | 13 / 245 | 1     | Oposició |
| 2022 | 3,618,343          | 6.82               | 11 / 248 | 2     | Oposició |
| 2025 | 2,864,738          | 4.84               | 7 / 248  | 4     | Oposició |